# الصبط الغربي

تعديل مصدري - تعديل

الصبط الغربي هي إحدى حارات حي الظهار بمدينة إب اليمنية، بلغ تعداد سكانها 1111 نسمة حسب تعداد اليمن لعام 2004.